# БК-0010

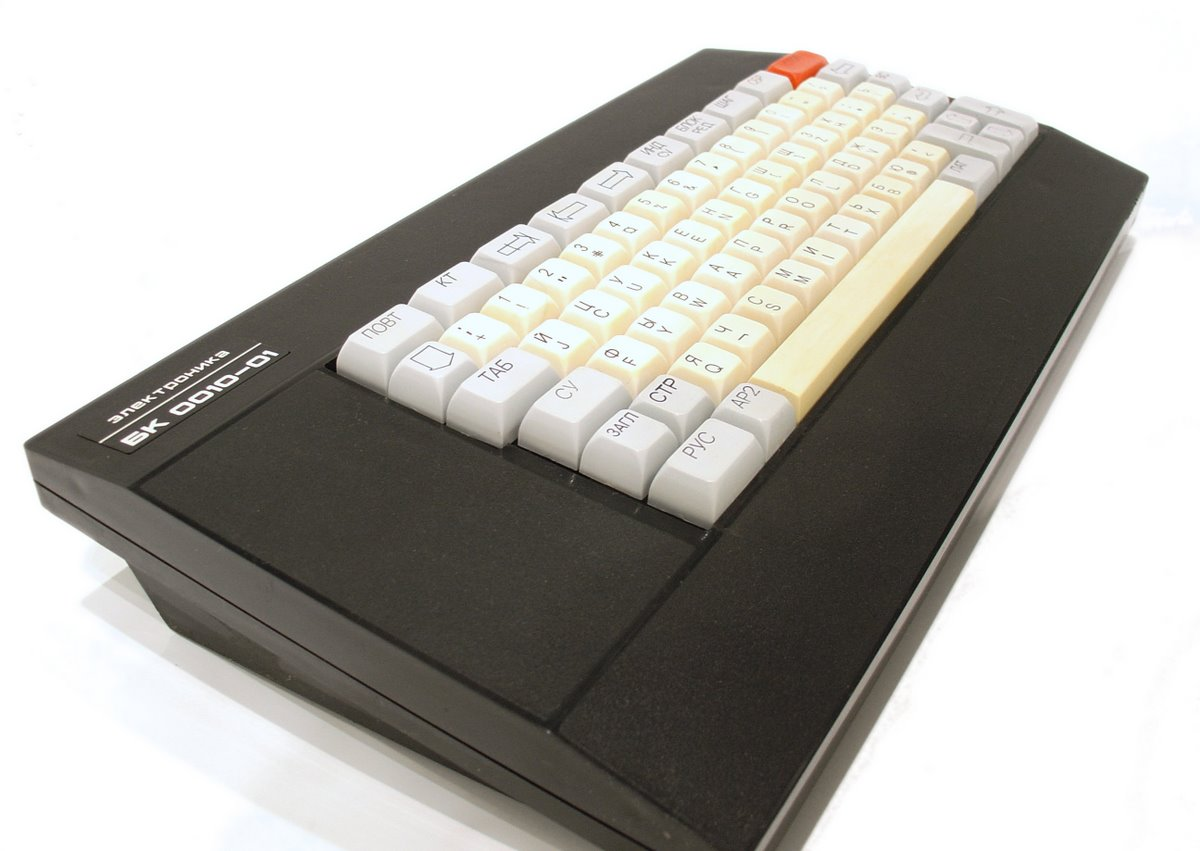
БК0010-01

Електроніка БК-0010 (рос. Электроника БК-0010) — сімейство 16-розрядних домашніх і навчальних комп'ютерів, сумісних за системою команд і частково за архітектурою з PDP-11 і ДВК.
Розроблений у НВО «Науковий Центр», м. Зеленоград. Вироблявся серійно на заводі «Экситон», м. Павловський Посад з 1985 року. В СРСР БК-0010 можна було купити в будь-якому магазині «Електроніка» за 650 карбованців.

## БК-0010
- Процесор: K1801BM1A (аналог LSI-11/03 із сімейства PDP-11) на тактовій частоті 3 МГц
- Оперативна пам'ять: 32 Кб, з яких 16 Кб відведено під програми і дані, і ще 16 Кб — під відеопам'ять
- Клавіатура: плівкова
- Відео: текстовий режим, чорно-білий (512x256 пікселів), 4 кольори (256x256 пікселів)
- Операційна система NORD
- Мова програмування — інтерпретатор мови Фокал[en] (FOCAL).

## БК-0010.01
Варіант БК-0010 із клавішною клавіатурою замість плівкової і мовою Бейсик-86 (BASIC-86), він же «Вільнюський бейсик».

## БК-0010Ш и БК-0010.01Ш
«Шкільні» модифікації, додатково комплектувалися блоком ИРПС для з'єднання в комплекс КУВТ-86, що складається з ДВК-2МШ як сервера і дванадцяти БК-0010.

## БК-0011M
З'явилася в 1990 році. Відмінності від БК-0010:
- більший обсяг оперативної пам'яті — 128 Кб, посторінкова організація пам'яті
- процесор став працювати на частоті 4 МГц
- контролер дисководу став входити в стандартне постачання